# Schron przy Troistej II
Schron przy Troistej II – jaskinia, a właściwie schronisko, w Dolinie Chochołowskiej w Tatrach Zachodnich. Wejście do niej znajduje się w południowym zboczu Kominiarskiego Wierchu, w największej skałce podszczytowej, w pobliżu jaskini Troista, na wysokości 1755 metrów n.p.m. Długość jaskini wynosi 6 metrów, a jej deniwelacja 2 metry.

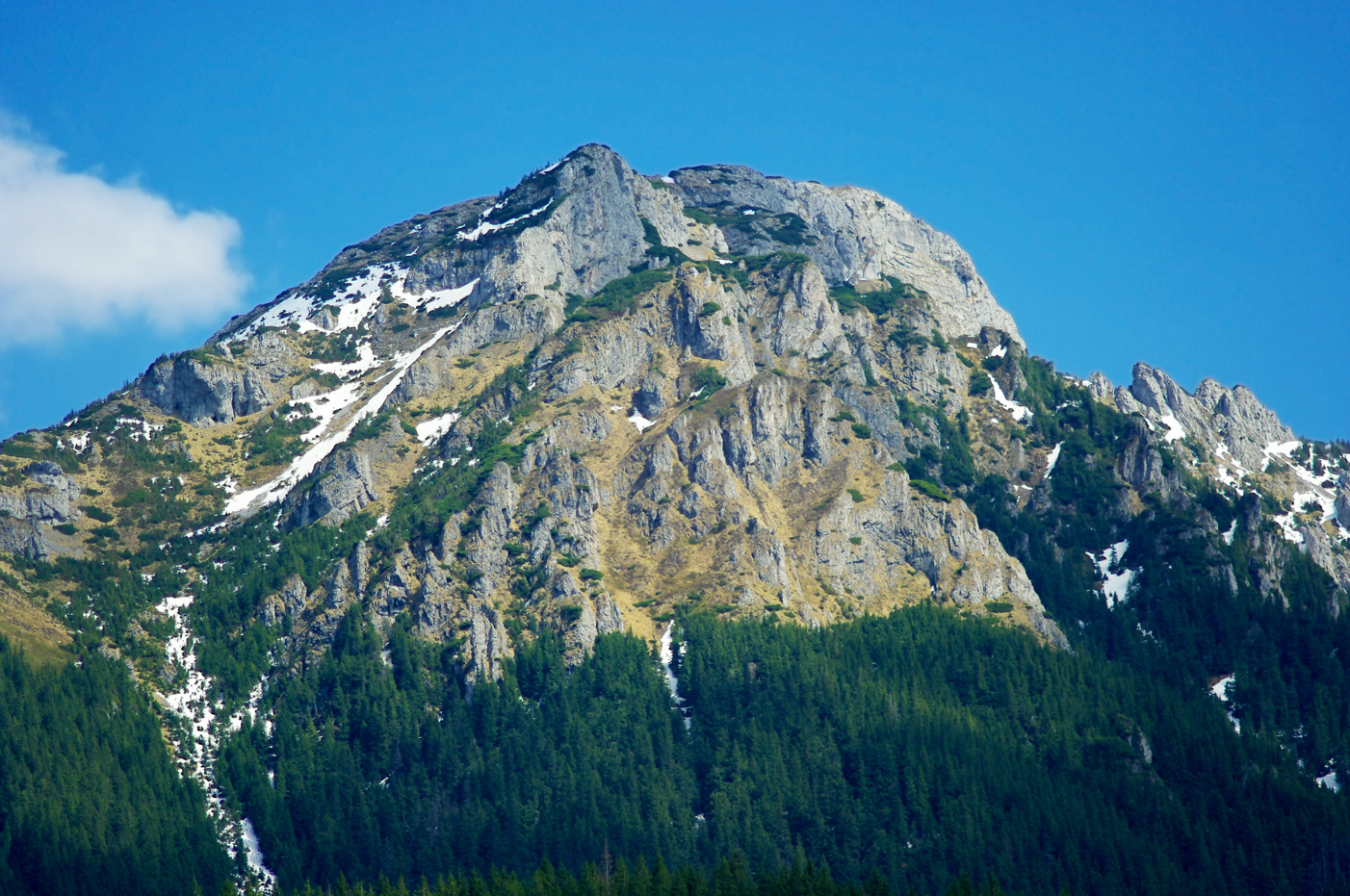
Południowe zbocza Kominiarskiego Wierchu

## Opis jaskini
Jaskinię stanowi szczelinowy, idący do góry korytarz zaczynający się w dużym otworze wejściowym i kończący niewielką salą.

## Przyroda
W jaskini nie ma nacieków. Ściany są suche.

## Historia odkryć
Jaskinia była prawdopodobnie znana od dawna. Jej pierwszy plan i opis sporządziła I. Luty przy pomocy M. Kardasia i A. Oleckiej w 1977 roku.